# الحروب الصليبية في القرن الخامس عشر
```
الحروب الصليبية في القرن الخامس عشر
 هي 
الحروب الصليبية
 التي تلت 
الحملات الصليبية
 بعد 
فتح عكا
، 1291-1399، واستمرت طوال المئة عام القادم. خلال هذه الفترة، هيمن تهديد 
الإمبراطورية العثمانية
 على 
العالم المسيحي
، فضلًا عن تهديدات 
المماليك
 والموريين و
الزنادقة
. احتل العثمانيون مساحة كبيرة في جميع مسارح غزواتهم، ولكنهم لم يهزموا فرسان 
الإسبارتية
 في 
جزيرة رودس
 ولم يتمكنوا من تجاوز 
البلقان
. بالإضافة إلى ذلك، انتهى 
سقوط الأندلس
 واستمر قمع الزنادقة.
[
1
]
```

مثّل سقوط القسطنطينية في عام 1453 نهاية الإمبراطورية البيزنطية، حيث انتهى عهد فرسان التيوتونيون قوة قتالية. استمرت الحملات الصليبية نحو 100 سنة أخرى، تزامنًا مع استمرار توسع الإمبراطورية العثمانية حتى القرن العشرين.

## الغرب المسيحي

### فرنسا وإنجلترا
في مطلع القرن الخامس عشر، حكم تشارلز السادس فرنسا مدة عقدين من الزمن، حيث عانت فرنسا وإنجلترا مئة عام من الحرب. سرعان ما حل هنري الرابع ملك إنجلترا محل ريتشارد الثاني ملك إنجلترا. لم يكن أي من الملكين في وضع يمكّنهما من دعم الحملة الصليبية، ولكنهما دعما الإمبراطور البيزنطي مانويل الثاني باليولوغوس في سعيه للحصول على المساعدة في معركته ضد الإمبراطورية العثمانية. التقى مانويل تشارلز لأول مرة في تشارينتون لو بونت في 3 يونيو 1400، ثم هنري خلال الفترة من ديسمبر 1400 إلى فبراير 1401 في قصر إلثام، وعاد إلى فرنسا في رحلة عودته إلى الوطن. تلقى مانويل دعمًا نقديًا ولكنه لم يكن كافيًا.
خلال فترة هدنة مع الإنجليز، تورطت فرنسا في الحرب الأهلية بين أرماغناك وبورغندي، والتي بدأت في عام 1407 واستمرت لعقود. خلف هنري الخامس أباه هنري الرابع ملك إنجلترا، وسرعان ما جدد الهجوم ضد فرنسا. في عام 1415، سحق الإنجليز جيش تشارلز في معركة أغينكور، ما أدى إلى توقيع معاهدة تروا.
بعد أغينكور، زار سيغيسموند من لوكسمبورغ هنري على أمل تحقيق السلام بين إنجلترا وفرنسا. كان هدفه إقناع هنري بتعديل مطالبه ضد الفرنسيين. التحق هنري بوسام الرباط، وأدخله سيغيسموند بدوره في وسام التنين. كان هنري ينوي شن حملة صليبية من أجل النظام بعد توحيد العروش الإنجليزية والفرنسية، لكنه توفي قبل أن يفي بخططه. غادر سيغيسموند إنجلترا بعد عدة أشهر، بعد أن وقع معاهدة كانتربري معترفًا بالمطالبات الإنجليزية لفرنسا.
استقبل تشارل السادس رئيس أساقفة السلطانية جان الذي كان سفيرًا من الإمبراطور تيمورلنك، الذي وصل إلى باريس في 15 يونيو 1403. عرض تيمورلنك تحالفًا هجوميًا ودفاعيًا مع تشارلز، بالإضافة إلى تطوير العلاقات التجارية. لم يتمكن تشارلز من إرسال إجابة إلا قبل وقت قصير من وفاة تيمورلنك عام 1405

### الانشقاق الغربي
بدأ الانشقاق الغربي في عام 1378 حيث كانت البابوية قائمة عندما انتُخب بونيفاس التاسع بابا في 2 نوفمبر 1389. خلال فترة ولايته، حافظ المطالبان ببلدية أفينيون، كليمنت السابع وبنديكت الثالث عشر، على الكوريا الرومانية في أفينيون، تحت حماية الملكية الفرنسية. في 1398 و1399، ناشد بونيفاس أوروبا المسيحية بمساعدة مانويل الثاني من أسرة باليولوج الحاكمة، في القسطنطينية ضد السلطان العثماني بايزيد الأول، ولكنه قوبل بالقليل من الحماس لحملة صليبية جديدة في مثل هذا الوقت. لم تحقق زيارة مانويل اللاحقة لفرنسا وإنجلترا سوى القليل.
توفي بونيفاس التاسع في 1 أكتوبر 1404 وخلفه إنوسنت السابع، الذي انتهت بابويته التي سادها الهدوء في 6 نوفمبر 1406. بعد المجمع البابوي عام 1406، أصبح غريغوري الثاني عشر البابا الجديد. بدأ غريغوري المفاوضات مع بنديكتوس الثالث والعشرين ليكون البابا الجديد. عندما وصلت هذه المحادثات طريقًا مسدودًا في عام 1408، أعلن تشارل السادس ملك فرنسا أن مملكته محايدة لكلا المتنافسين البابويين.
ساعد تشارلز في تنظيم مجلس بيزا في عام 1409. كان من المفترض أن يرتب هذا المجلس لاستقالة كل من غريغوري وبنديكت، حتى يمكن انتخاب بابا جديد معترف به عالميًا. ردًا على ذلك، استدعى بنديكت مجلس بربينيان في نوفمبر 1408، دون نجاح يذكر. نظرًا لأن كل من بنديكت وغريغوري رفضا التنازل عن العرش، فإن الإنجاز الوحيد الذي يُذكر في بيزا هو تقديم مرشح ثالث للكرسي الرسولي في 26 يونيو 1409 وهو ألكسندر الخامس.
في عام 1411، أعلن يوحنا الثالث والعشرين حملته الصليبية الخاصة ضد لاديسلاوس من نابولي، حامي منافسه غريغوري الثالث عشر. في عام 1409، حرر لويس الثاني من أنجو روما من احتلال لاديسلاوس، وانضم إلى جون إسلادوس الثالث والعشرين وهاجم لاديسلاوس في معركة روكاسيكا وهزمه في 19 مايو 1411.

### مجمع كونستانس
عُقد مجمع كونستانس من 1414 إلى 1418 في أسقفية كونستانس. أنهى المجلس الانشقاق الغربي بإقالة المطالبين البابويين المتبقين أو قبول استقالتهما وانتخاب بابا جديد. ما أدان المجمع يان هوس باعتباره زنديقًا مسهلًا إعدامه على السلطة المدنية. حكم في قضايا السيادة الوطنية وحقوق الوثنيين والحرب العادلة.
بعد عزل جون الثالث والعشرين في عام 1415، انقسم المجمع بسبب الادعاءات المتضاربة الصادرة عن غريغوري الثاني عشر وبنديكتوس الثالث عشر. انتُخب مرشح التسوية مارتن الخامس بابا، البالغ من العمر 48 عامًا. في المجمع في يوم القديس مارتن بتاريخ 11 نوفمبر 1417.

### الحروب الصليبية التي خاضها مارتن الخامس
بعد إقامة طويلة في فلورنسا، تمكن مارتن من دخول روما في سبتمبر 1420. بدأ العمل على إرساء النظام وترميم الكنائس والقصور والجسور وغيرها من المنشآت العامة المتداعية. من أجل إعادة البناء هذه، أشرك بعض الأساتذة المشهورين في المدرسة التوسكانية وساهم في التشجيع على عصر النهضة الرومانية.
في 1 مارس 1420، أصدر مارتن الخامس أمرًا بابويًا يدعو جميع المسيحيين إلى الاتحاد في حملة صليبية ضد اللولارد بقيادة جون ويكليف والهوسيون وغيرهم من الزنادقة. بيد أن تلك الحروب الصليبية باءت بالفشل في نهاية المطاف.
فضلًا عن ذلك، أعلن مارتن حملة صليبية ضد الإمبراطورية العثمانية في عام 1420 ردًا على الضغوط المتزايدة التي مارسها الأتراك العثمانيين. خلال الفترة 1419-1420، أجرى مارتن اتصالات دبلوماسية مع الإمبراطور البيزنطي مانويل الثاني، الذي كان يعقد مجلسه الخاص في القسطنطينية. في 12 يوليو 1420، صرح البابا بالتساهل مع أي شخص من شأنه أن يساهم في حملة صليبية ضد الأتراك، والتي سيقودها سيغيسموند. سمح مارتن بشن حملة صليبية ضد أفريقيا في عام 1418 فيما يتعلق بتجارة الرقيق.

### الحروب الصليبية الولدينيسية
الولدينسيون (أو الفالديون) هم أتباع طائفة مسيحية بدأت باعتبارها حركة زاهدة. صُنفوا من الزنادقة في عام 1215، وفي عام 1487، أصدر البابا إنوسنت الثامن الأمر البابوي «رغباتنا القلبية» الذي دعا فيه لإبادتهم. نُظمت حملة صليبية لتنفيذ الأمر البابوي بشن هجوم عسكري في أراضي تشارلز الأول ملك سافوي. تدخل تشارلز في نهاية المطاف لإنقاذ أراضيه من المزيد من الاضطرابات ووعد الولدينيسيين بالسلام، ولكن المنطقة تعرضت للدمار بسبب الهجوم وفر العديد من الولدينيسيين. دفعت الحملة الصليبية جون ميلتون إلى كتابة سونيتج عن آخر مجزرة ارتُكبت في بيدمونت.